# Comuna Cerepîn, Ovruci
Cerepîn (în ucraineană Черепинська сільська рада) este o comună în raionul Ovruci, regiunea Jîtomîr, Ucraina, formată din satele Cerepîn (reședința), Cerepînkî, Korenivka, Lukișkî și Zaskî.

## Demografie
Componența lingvistică a comunei Cerepîn
     Ucraineană (97,82%)
     Rusă (1,75%)
     Alte limbi (0,29%)
Conform recensământului din 2001, majoritatea populației comunei Cerepîn era vorbitoare de ucraineană (97,82%), existând în minoritate și vorbitori de rusă (1,75%).